# Heilige Sacramentskapel 't Putje
De Heilige Sacramentskapel 't Putje is een kapel, gelegen in de Putkapelstraat in Sint-Denijs-Westrem.

## Architectuur en bouwgeschiedenis
Deze heilige Sacramentskapel, in de volksmond t Putje, is een barokke kapel. Dit gebedshuis, opgericht in 1687, staat op de plaats waar gewijde vaten, gestolen in de Sint-Maartenskerk te Kortrijk, teruggevonden werden. De kapel was, tot de Tweede Wereldoorlog, een belangrijk bedevaartsoord waar men jaarlijks de Sacramentsdag vierde.
Heropbouw (1958-1960) naar plannen van architect Adrien Bressers gebeurde na brand in 1944.
Aanvankelijk bestond deze rechthoekige kapel uit een beuk onder leien zadeldak met speelse houten dakruiter. Voorgevel is voorzien van een bekronend driehoekig fronton en recent kruisbeeld. De kroonlijst is behouden, zonder het verdwenen reliëf met het Heilige Sacrament.
Pilasters uit zandsteen flankeren de rondboogvormige deuromlijsting met gevleugelde engelenhoofdjes in de zwikken. De rondboognis is geflankeerd door voluten, onder een gebogen druiplijst met kruisbeeld. In de nis staat een gepolychromeerd Mariabeeld met Kind. Zijgevels van drie traveeën zijn geritmeerd door lisenen en verlicht door hoge steekboogvensters. In 1868 werd de kapel gerestaureerd en voorzien van een neogotisch koor naar ontwerp van Jean-Baptist Bethune. Vergroting van de kapel werd bekostigd door graaf Joseph de Hemptinne die in 1884 ook een nieuw neogotisch altaar schonk. In 1895 werd het priesterkoor beschilderd door Adrien Bressers.
De kapel werd in 1996 als beschermd monument geklasseerd.